# Nokwanda Makunga
Nokwanda Pearl (Nox) Makunga est une biotechnologiste sud-africaine, professeure de biotechnologie à l'université de Stellenbosch.

## Enfance et éducation
Makunga a grandi à Alice dans le Cap-Oriental et a fréquenté un pensionnat privé à Grahamstown. Son père, Oswald, était un botaniste spécialisé dans les Iridacées. Elle a grandi dans la pauvreté rurale et a remporté une bourse pour étudier à l'université de Fort Hare. Elle a fréquenté l'université de Pietermaritzburg. Elle a obtenu son doctorat à l'université du KwaZulu-Natal en 2004, travaillant sur la biologie moléculaire des plantes.

## Recherche et carrière
En 2005, Makunga s'est vue offrir un poste à l'université de Stellenbosch. Ses travaux visent à identifier la régulation moléculaire et génétique du métabolisme secondaire chez les plantes médicinales,. Elle se rend souvent dans les zones rurales pour parler aux guérisseurs traditionnels. Elle a contribué à deux livres : Protocols for Somatic Embryogenese in Woody plants et Floriculture, Ornamental and Plant Biotechnology: Advances and Topical Issues,. En 2010, elle a prononcé une conférence TED sur le potentiel d'un pays des merveilles médicinales. Elle a été secrétaire honoraire, vice-présidente et présidente du Conseil de l'Association sud-africaine des botanistes.
Elle a remporté le prix 2011 du Distinguished Young Black Researcher du National Science and Technology Forum (en). Elle a également remporté le prix TW Kambule. En 2017, elle était boursière Fulbright à l'Université du Minnesota, Minneapolis. Elle a travaillé avec Jerry Cohen sur les plantes médicinales du Cap-oriental,. Elle a étudié la plante Stevia. Elle détient un brevet de multiplication végétative des plantes.
Makunga est une vulgarisatrice scientifique passionnée,. Avec Tanisha Williams et Beronda Montgomery (en), elle dirige la semaine annuelle des botanistes noirs.